# Go Away from My World
Go Away from My World è un album in studio della cantante britannica Marianne Faithfull, pubblicato nel 1965 solo negli Stati Uniti.

## Tracce
1. Go Away from My World (Jon Mark)
2. Yesterday (John Lennon, Paul McCartney)
3. Come My Way (Traditional)
4. The Last Thing on My Mind (Tom Paxton)
5. How Should True Love (Alfred Deller)
6. Wild Mountain Time (Francis McPeake)
7. Summer Nights (Brian Henderson, Liza Strike)
8. Mary Ann (Traditional)
9. Scarborough Fair (Traditional)
10. Lullabye (Jon Mark)
11. North Country Maid (Traditional)
12. Sally Free and Easy (Cyril Tawney)